# Mónica Clapp
Mónica Alicia Clapp Jiménez es una matemática mexicana, reconocida por su trabajo en ecuaciones diferenciales parciales y topología algebraica. Trabaja en el Instituto de Matemáticas de la Universidad Nacional Autónoma de México.

## Trayectoria
Mónica Clapp nació en la Ciudad de México. Finalizó sus estudios de licenciatura en la UNAM en 1974 y obtuvo su doctorado en la Universidad de Heidelberg en 1979. Desde entonces ha sido parte de la planta académica de la UNAM.
Ha sido editora del Boletín de la Sociedad Matemática Mexicana y de la serie Aportaciones Matemáticas.

## Premios y reconocimientos
En 2012 fue nombrada Fellow de la American Mathematical Society. En el año 2017 obtuvo la Medalla Solomon Lefschetz del Mathematical Council of the Americas y el Premio Universidad Nacional (UNAM). En 2018 fue galardonada con el Premio Nacional de Ciencias y Artes de México.

## Publicaciones Selectas
- Clapp, Mónica; Puppe, Dieter. Invariants of the Lusternik-Schnirelmann type and the topology of critical sets. Transactions of the American Mathematical Society 298 (1986), no. 2, 603–620.
- Clapp, Mónica; Puppe, Dieter. Critical point theory with symmetries. Journal für die reine und angewandte Mathematik 418 (1991), 1–29.
- Bartsch, Thomas; Clapp, Mónica. Critical point theory for indefinite functionals with symmetries. Journal of Functional Analysis 138 (1996), no. 1, 107–136.
- Castro, Alfonso; Clapp, Mónica. The effect of the domain topology on the number of minimal nodal solutions of an elliptic equation at critical growth in a symmetric domain. Nonlinearity 16 (2003), no. 2, 579–590.